# Przygoda we dwoje
Przygoda we dwoje (ang. There Goes My Heart) – amerykański film z 1938 roku w reżyserii Normana Z. McLeoda.

## Obsada
- Fredric March jako Bill Spencer
- Virginia Bruce jako Joan Butterfield
- Patsy Kelly jako Peggy O'Brien
- Alan Mowbray jako Pennypepper E. Pennypepper
- Nancy Carroll jako Dorothy Moore
- Eugene Pallette jako pan Stevens
- Claude Gillingwater jako Cyrus W. Butterfield
- Arthur Lake jako Flash Fisher
- Harry Langdon jako kaznodzieja (niewymieniony w czołówce)
- Etienne Girardot jako Hinkley
- Robert Armstrong jako detektyw O'Brien
- Irving Bacon jako pan Dobbs
- Irving Pichel jako pan Gorman
- Syd Saylor jako Robinson
- J. Farrell MacDonald jako policjant
- Marjorie Main jako klientka (niewymieniony w czołówce)

## Nagrody i nominacje
| Nazwa nagrody | Wygrane            | Nominacje                           |
| ------------- | ------------------ | ----------------------------------- |
| Oscar         | 1939 bez rezultatu | 1939 Najlepsza muzyka Marvin Hatley |